# Lavan
Lavan (perz. لاوان) je otok smješten u središnjem dijelu Perzijskog zaljeva odnosno iranskoj pokrajini Hormuzgan. Otok je izdužen u smjeru istok-zapad i ima površinu od 76 km², a od kopna je udaljen približno 12 km. Oko 1,5 km istočno od Lavana nalazi se otok Šidvar, stanica pticama selicama i ekološko zaštićeno područje. Gospodarstvo otoka orijentirano je na energetiku i na njegovoj jugoistočnoj obali nalazi se veliki naftni terminal. Najveće naselje na otoku je istoimeni gradić Lavan koji ima oko 2500 stanovnika, a u njegovoj neposrednoj blizini nalazi se Zračna luka Lavan koja nudi tuzemne letove.

## Poveznice
- Perzijski zaljev
- Popis iranskih otoka